# Anatolij Lepin
Anatolij Jakowlewicz Lepin (ros. Анатолий Яковлевич Лепин; ur. 4 grudnia?/17 grudnia 1907 w Moskwie, zm. 24 października 1984 tamże) – rosyjski i radziecki kompozytor muzyki poważnej i rozrywkowej. Popularność przyniosły mu piosenki do filmów Szukam mojej dziewczyny oraz Noc karnawałowa.
Został pochowany na Cmentarzu Wagańkowskim w Moskwie.

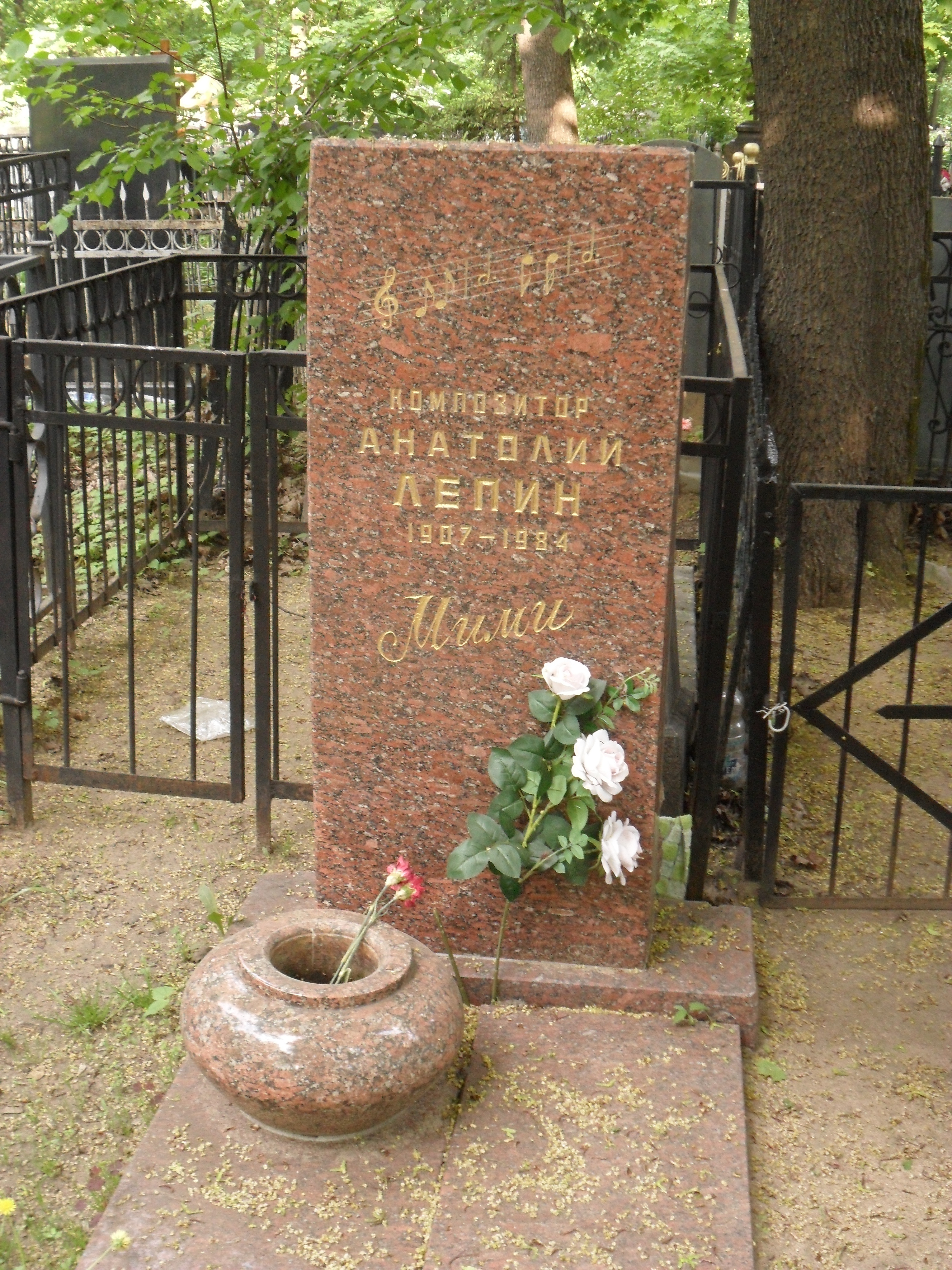
Grób Anatolija Lepina na Cmentarzu Wagańkowskim w Moskwie

## Wybrana muzyka filmowa
- 1946: Syn pułku
- 1955: Szeregowiec Browkin
- 1956: Noc karnawałowa
- 1957: Szukam mojej dziewczyny
- 1959: Przygody Buratina
- 1961: Człowiek znikąd
- 1965: Proszę o książkę zażaleń